# 平戸弁天
平戸弁天（ひらどべんてん）は、千葉県松戸市大金平にある弁財天である。通称「いぼ弁天」と呼ばれている。

## 歴史
元禄７年（1694年）美人と名高い小金城主高城氏の流れを汲む小金の富豪日暮玄蕃の娘お縫は医者にも直せないイボが目の下にあり、それを悩むあまり病気になってしまった。案じた母親が牛頭天王を祀る八坂神社で願掛けしたところ、小金天王様の弁天様に頼むようにとの夢のお告げがあった。お告げを受けて二十一日間日参して境内の湧き水でイボを洗ったところ、日増しに小さくなり消えてなくなったという。日暮玄蕃は御礼に弁天様の祠を建ててお祀りしたという言い伝えがあり、通称「いぼ弁天」と呼ばれている。 安政4年（1857年）に大熊伊兵衛、鈴木傳左エ門、池田利兵衛、鈴木平蔵、池田八蔵、鈴木直七の6名を願主とし甲子講を建立する。
慶応4年（1868年）に土屋馬之丞大願主として、武士の身分である大熊伊兵衛の他、五右衛門(現八木原家)ら地元の農民5名が世話人となり、平戸弁天本堂を再建した。

## 近年
昭和34年(1959年)3月に本堂改築し、池や井戸を新造したとあるが現在は本堂のみで池や井戸は残ってない。
本堂改築の寄進者は流山電氣鉄道株式会社となっている。
平成7年(1995年)3月に老朽化に伴い、松戸市議会議員の池田清により看板の複製が行われた。

## アクセス
鉄道
* JR常磐線北小金駅から徒歩で約18分
* 流鉄流山線小金城趾駅から徒歩で約4分